# 27. oklepna divizija (ZDA)
27. oklepna divizija (izvirno angleško 27th Armored Division) je bila oklepna divizija Kopenske vojske ZDA.

## Zgodovina
Divizija je bila aktivirana leta 1955 z elementi iz razpuščene 27. pehotne divizije.